# John C. Donkin
John C. Donkin (* 1961) ist ein US-amerikanischer Filmproduzent.

## Leben
Donkin studierte an der Ohio State University zunächst Kameraarbeit (Bachelorabschluss) und anschließend Computeranimation (Masterabschluss). Im Jahr 1983 schloss er sich der Computer Graphics Group der OSU unter Chuck Csuri an und war anschließend bei Cranston/Csuri Productions als Animator tätig. Im Jahr 1987 kehrte er an die OSU zurück und forschte am Advanced Computing Center for the Arts and Design der Universität. Hier entstand unter anderem 1988 der Kurzfilm Dinosaur Stuff, der am Computer animiert wurde.
Ab 1991 war Donkin als Leiter der Animationsabteilung und Studiomanager bei Lamb & Company tätig. Im Jahr 1998 wurde er bei den Blue Sky Studios angestellt. Als Technischer Leiter war er am Kurzfilm Bunny tätig und wurde schließlich Aufnahmeleiter beim ersten Langanimationsfilm des Studios, Ice Age. Neben Filmen wie Robots und Rio war Donkin vor allem an den Ice-Age-Filmen des Studios als Produzent aktiv. Für den Kurzanimationsfilm Scrats neue Abenteuer (2002) wurde er als Produzent 2003 für einen Oscar in der Kategorie Bester animierter Kurzfilm ausgezeichnet.

## Filmografie
- 2002: Ice Age
- 2002: Scrats neue Abenteuer (Gone Nutty)
- 2005: Robots
- 2005: Aunt Fanny’s Tour of Booty
- 2006: Keine Zeit für Nüsse (No Time for Nuts)
- 2008: Surviving Sid
- 2009: Ice Age 3 – Die Dinosaurier sind los (Ice Age: Dawn of the Dinosaurs)
- 2011: Rio
- 2011: Scrat’s Continental Crack-Up: Part 2
- 2012: Ice Age 4 – Voll verschoben (Ice Age: Continental Drift)
- 2014: Rio 2 – Dschungelfieber (Rio 2)
- 2016: Ice Age: The Great Egg-Scape (TV)

## Auszeichnungen
- 2004: Oscarnominierung, Bester animierter Kurzfilm, für Scrats neue Abenteuer
- 2006: Nominierung als herausragender Produzent im Bereich Langanimationsfilm, PGA Awards, für Robots
- 2014: Nominierung BAFTA Kids Vote, Langfilm, BAFTA Children’s Award, für Rio 2
- 2015: Nominierung VES Award für herausragende Animation in einem Langanimationsfilm, Visual Effects Society Awards, für Rio 2